# 馮惟訥
馮惟訥（1513年—1572年），字汝言，號少洲、又号少虚，遼東廣寧左衛軍籍，山東青州府臨朐縣人，明朝政治人物。嘉靖戊戌進士，官至光祿寺卿。

## 生平
嘉靖十三年（1534年）甲午科山東鄉試第五十六名舉人，十七年（1538年）與兄馮惟重同年中戊戌科進士，十九年（1540年）授宜興縣知縣，以敢治強豪著稱，調魏縣知縣，升蒲州知州，二十四年升揚州府同知，摄府事，丁外艱歸，服闋，補松江府同知，遷南京戶部員外郎，升郎中。三十一年（1552年）丁母憂，服闕，補兵部車駕司郎中，出為陝西按察司僉事、分巡隴右，兼督學政，在鎮五年，升河南布政使司右參議、分守河北，四十一年（1562年）升浙江按察司副使，四十三年升山西右參政，四十四年（1565年）升陝西右布政使，隆慶二年（1568年）五月升江西左布政使，五年（1571年）二月以疾乞休，詔進光祿寺卿致仕，隆慶六年（1572年）卒。

## 文學
與兄馮惟健、馮惟敏皆以詩文名齊、魯間。著有《青州府志》八卷、《光祿集》十卷、《古詩紀》、《文獻通考纂要》等。

## 家族
曾祖馮春；祖父馮振，贈南京戶部郎中；父馮裕，貴州按察司副使。母伏氏（封宜人）。具慶下。兄馮惟健，嘉靖七年戊子科舉人，工詩賦，著有《陂門山人集》若干卷；馮惟重，同科進士；馮惟敏，嘉靖十六年丁酉科舉人，淶水縣知縣，詩文雅麗，尤善樂府，著有《海浮山堂詞稿》、《擊筑餘音》。弟馮惟直。子馮子臨、馮子蒙、馮子節。姪孫馮琦。